# Ramón Trabal
Ramón Trabal Calvo (Barcelona, España, 17 de septiembre de 1930-Barcelona, 23 de abril de 1947) fue un futbolista español que se desempeñaba como centrocampista o defensa.Disputó 65 partidos en Primera División de España, anotando un gol. Entrenó al Real Club Deportivo Español desde la temporada 1933-34 hasta la 1934-35. Fue una de las figuras clave para la supervivencia del club durante la Guerra Civil y en 1941 fue secretario técnico.

## Clubes
| Club             | País   | Año       |
| ---------------- | ------ | --------- |
| R. C. D. Español | España | 1922-1933 |

## Palmarés como jugador
| Título                 | Club             | País   | Año     |
| ---------------------- | ---------------- | ------ | ------- |
| Copa del Rey           | R. C. D. Español | España | 1928-29 |
| Campeonato de Cataluña | R. C. D. Español | España | 1928-29 |
| Campeonato de Cataluña | R. C. D. Español | España | 1932-33 |